# Hato (Kralendijk)
Hato – dzielnica (wijk) miasta Kralendijk w gminie zamorskiej Bonaire, na wyspie o tej samej nazwie, w Holandii Karaibskiej. 1 stycznia 2020 r. liczyła 679 mieszkańców. Leży w północnej części miasta. Ulice w tej dzielnicy noszą nazwy miast Holandii Europejskiej.